# Эль-Айссами, Тарек
Тарек Зайдан Эль-Айссами Мадда (исп. Tareck Zaidan El Aissami Maddah; араб. طارق زيدان العيسمي مداح‎; род. 12 ноября 1974, Венесуэла) — венесуэльский государственный и политический деятель ливанско-сирийского происхождения, бывший вице-президент Венесуэлы (2017—2018). Вице-президент Венесуэлы по вопросам экономики и финансов, министра промышленности и национального производства (2018—2021). Министр нефти Венесуэлы (2020—2023).

## Биография

### Ранние годы
Тарек Эль-Айссами родился 12 ноября 1974 года и провёл своё детство в Эль-Вихья, штат Мерида. Его отец, Зайдан Эль-Амин Эль Айссами, который также известен как Карлос Зайдан, был друзским иммигрантом из Ливана, а также являлся военным соратником Саддама Хусейна. Тарек окончил Андский университет, где находился под влиянием Утопии 78 — левого студенческого движения. Среди его преподавателей был старший брат Уго Чавеса Адан.

### Политическая карьера
Был членом Национальной Ассамблеи Венесуэлы с 2005 года.
В сентябре 2008 года Эль-Айссами был назначен министром внутренних дел и юстиции в правительстве Уго Чавеса. Ранее он занимал должность заместителя министра в том же кабинете с 2007 года.
С 2012 по 2017 год служил в качестве губернатора Арагуа. Параллельно в 2015 году стал нападающим футбольного клуба «Арагуа».
4 января 2017 года президент Николас Мадуро назначил Эль-Айссами (первым) вице-президентом страны. Это решение было принято на тот случай, если парламент вынесет импичмент Мадуро и лишит его полномочий. Согласно конституции Венесуэлы, в такой ситуации государство возглавляет вице-президент, а Тарек Эль-Айссами крайне непопулярен у венесуэльской оппозиции.
14 июня 2018 года новым первым (исполнительным) вице-президентом Венесуэлы стала Делси Родригес, до этого занимавшая должность председателя Конституционного собрания Венесуэлы; Эль-Айссами стал вице-президентом Венесуэлы по вопросам экономики и финансов, министром промышленности и национальной продукции. Он также был назначен внешним директором венесуэльской государственной нефтяной компании PDVSA.
19 февраля 2020 года указом Н.Мадуро №4131 Эль-Айссами назначен также председателем Президентской комиссии по реформированию нефтяной промышленности Венесуэлы.

## Обвинения против Эль-Айссами
13 февраля 2017 года Эль-Айссами внесён в санкционный список министерства финансов США на основании Закона об иностранных наркоторговцах (Foreign Narcotics Kingpin Designation Act, 1999).
22 сентября 2017 года Эль-Айссами внесён в санционный список правительства Канады за нарушение конституционного порядка в Венесуэле.
25 июня 2018 года Эль-Айссами внесён в санкционный список Евросоюза за серьёзные нарушения прав человека в Венесуэле в период пребывания в должности (первого) вице-президента страны.
Летом 2019 года Эль-Айссами внесён Иммиграционной и таможенной полицией США в список наиболее разыскиваемых наркодилеров.
В марте 2020 года Министерство юстиции США предъявило обвинение в контрабанде наркотиков Эль-Айссами, американские власти предложили 10 млн долларов за информацию, которая поможет в аресте Эль-Айссами.